# Latarnia morska Montauk Point
Montauk Point Light – latarnia morska i muzeum na wschodnim krańcu wyspy Long Island, stanowiącym najbardziej na wschód wysunięty punkt stanu Nowy Jork. Zbudowana została w 1796 roku jako pierwszy publiczny projekt w Stanach Zjednoczonych, uruchomiona zaś w 1797 roku – do dziś pozostaje czwartą najstarszą czynną latarnią morską w kraju.